# Revolució hongaresa de 1956
La Insurrecció o Revolució hongaresa, va ser una sèrie d'esdeveniments ocorreguts l'octubre de 1956, mitjançant els quals el poble magiar va intentar deslliurar-se de l'opressió soviètica. L'aixecament es coneix avui en Hongria com la Revolució (forradalom).
Els comunistes que ostentaven llavors el poder el van anomenar Contrarevolució (ellenforradalom).
Va començar el 23 d'octubre de 1956 amb una gran manifestació en Budapest i va finalitzar el 4 de novembre de 1956 amb l'entrada de l'exèrcit Roig. Però la resistència va durar fins al 10 de novembre.

## Preludi
Durant la Segona Guerra Mundial, Hongria formà part de les Potències de l'Eix oposades als aliats. El 1941, l'exèrcit hongarès va participar en l'ocupació de Iugoslàvia i la invasió de la Unió Soviètica. El 1944, els exèrcits soviètics van avançar cap a Hongria, i el govern va iniciar unes negociacions d'armistici amb els aliats, les quals van acabar amb l'ocupació d'Alemanya i el canvi de règim. El 1945 les forces hongareses i alemanyes a Hongria van ser derrotades pels exèrcits invasors soviètics.
Després de la segona guerra mundial, els militars soviètics ocuparen Hongria i a poc a poc van anant substituint a la coalició de govern electa encapçalada pels Petits Productors Independents, els Treballadors Agraris i el Partit Cívic amb un Partit Comunista Hongarès dominant el govern. La radical nacionalització de l'economia basada en el model soviètic va produir l'estancament econòmic, la reducció del nivell de vida i un profund malestar. Els escriptors i periodistes foren els primers a expressar crítiques obertes, publicant d'articles crítics en 1955. Per el 22 d'octubre de 1956, estudiants de la Universitat Tècnica havieb ressuscitat la prohibida unió d'estudiants MEFESZ, i van realitzar una manifestació el 23 d'octubre, que va desencadenar una cadena d'esdeveniments que van conduir directament a la revolució.

## Desenvolupament
El 23 d'octubre, es permet als estudiants de la Universitat Tècnica de Budapest manifestar-se en solidaritat amb l'aixecament obrer de Poznań, Polònia. Tanmateix, volen aconseguir molt més amb aquesta manifestació i expressar els seus propis interessos. La resposta dels hongaresos no tarda i són milers els que s'apunten a la marxa. Aquesta acaba a la plaça Josef-Bem a la vora de Buda, on es dona lectura a les reivindicacions dels estudiants. Encara que no s'utilitza cap reclam, cada vegada són més les persones que acudeixen en massa a l'acte.

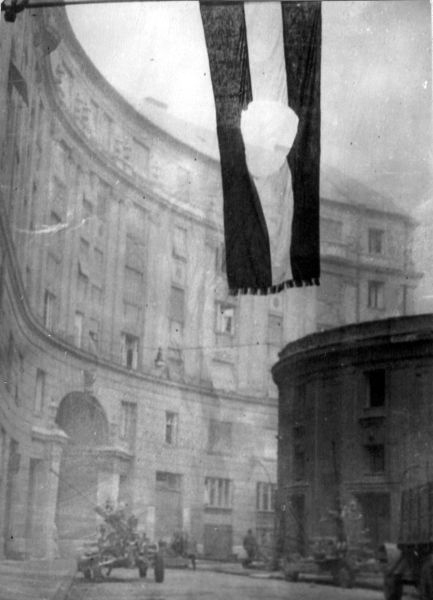
Bandera hongaresa sense l'escut comunista en la revolució de 1956

Mentre una part dels manifestants es dirigeix al parlament, la majoria marxa cap a les emissores de la vora de Pest. Allà volen que s'emetin les seves reivindicacions per la cadena estatal. Tanmateix, des de l'emissora s'obre foc contra els manifestants. Aquests aconsegueixen les armes per mitjà dels soldats hongaresos i així poden defensar-se i prendre per assalt l'edifici.
A la tarda es van reunir prop de 300.000 persones davant del Parlament i van exigir llibertat d'expressió i llibertat de premsa, eleccions lliures, més independència de la Unió Soviètica així com el nomenament del comunista reformista Imre Nagy com a cap de l'Estat. Nagy, que va demanar als manifestants que se n'anessin a les seves cases, va ser nomenat pel Comitè Central del Partit Obrer Hongarès sorprenentment aquella mateixa nit president del Govern.
En el transcurs de la tarda els manifestants van tombar el monument a Ióssif Stalin.
Mentrestant, la Unió Soviètica havia iniciat la invasió d'Hongria amb 150.000 homes i 6.000 tancs, ordenada per Gueorgui Júkov ministre de defensa soviètic, fins i tot abans que el cap del partit Ernő Gerő li ho hagués sol·licitat.

Imatges de la revolució hongaresa

Com a resultat de la intervenció, els militars es van enfrontar als manifestants produint 3.000 morts durant la revolució i 20.000 durant la repressió posterior. Nagy va ser capturat a l'ambaixada romanesa i executat després d'un judici secret el 1958.